# Gérard Perron
Pour l’article homonyme, voir Perron.
Gérard Perron (né le 14 novembre 1920 et mort le 2 avril 1981) est un hôtelier et homme politique fédéral du Québec.

## Biographie
Né à Sainte-Thècle dans la région de Mauricie, il commence sa carrière politique avec son élection en tant que député du Crédit social dans la circonscription fédérale de Beauce en 1962. Réélu député du Ralliement créditiste en 1963, il fut défait par le libéral Jean-Paul Racine en 1965, celui qu'il avait lui-même défait trois ans plus tôt. Il tenta un retour en politique en 1972 comme candidat créditiste dans Labelle, mais il fut défait par le libéral Maurice Dupras.